# わがシッドの歌
『わがシッドの歌』（わがシッドのうた、Cantar de mio Cid）は、12世紀後半から1207年の間に成立したとされる中世スペインの叙事詩である。『エル・シッドの歌』（El Poema del Cid）ともいう。実在した中世スペインの騎士であるエル・シッド（ロドリーゴ・ディアス・デ・ビバール）の活躍をテーマとしている。
内容は史実と創作が入り混じっている。14世紀の写本が残っているものの原本は残っておらず、写本も最初の部分を含むいくつかの部分が欠落しているため本来のタイトルは不明のままであり「わがシッドの歌」という題は後にメネンデス・ピダルがつけた名である。
また作者に関してもカスティーリャ人であることは間違いないものの、いくつかの説が対立している。

## エル・シッド
中世スペインで活躍した騎士、本名ロドリーゴ・ディアス・デ・ビバール。エル・シッドの通り名は、アラビア語で「主人、主君」を意味する「サイイド」が語源である。これにスペイン語の定冠詞をつけて「エル・シッド」、または所有代名詞をつけて「ミオ・シッド（わがシッド）」と呼びならわす。

## あらすじ

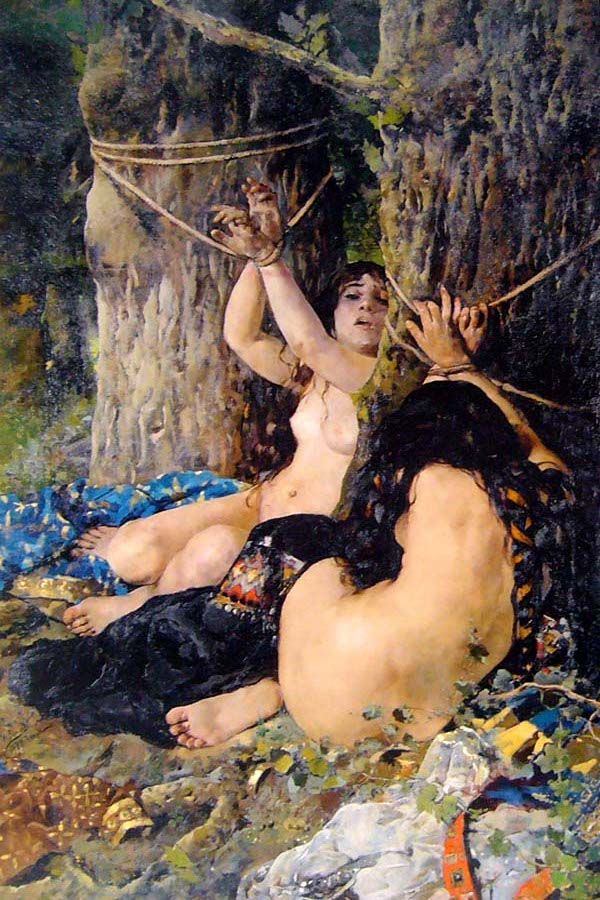
シッドの娘達が縛られている様子（1879年画）

第1歌
エル・シッドを憎む奸臣の讒言を受けたアルフォンソ6世は、これを信じてエル･シッドを追放処分にしてしまう。妻子を故国に残したまま、故国を追われたエル・シッドは各地でモーロ人の領土を征服するとともに、アルフォンソ6世に変らぬ忠誠を持っていることを示すため、略奪品を王に献上するのであった。
第2歌
エル・シッドは次々とモーロ人の領地を征服していき、ついにはバレンシアの攻略を成し遂げる。やがて、アルフォンソ6世とエル・シッドとの間に和解が成立すると、エル・シッドの妻子は彼の領地となったバレンシアにやってくることを許される。また、アルフォンソ6世の勧めでエル・シッドの2人の娘は、それぞれカリオン伯の子であるフェルナンドとディエゴとの結婚をすることになる。
第3歌
第2歌から2年後が経った。エル・シッドの娘婿となったカリオンの公子たちは、いずれも勇敢とは言いがたく、エル・シッドが飼っていた獅子が逃げ出したさい、真っ先に逃げ出してしまう。逃げ出した獅子についてはエル・シッドが睨むだけで大人しくさせたものの、このようにエル・シッドが武勇を示せば示すほど、娘婿たちの臆病さは際立つことになる。ついに、娘婿たちはエル・シッドの娘たちに辱めを与え、故国に帰っていってしまう。これに対しエル・シッドは復讐を決意し、裁判で正当性を証明する。また、エル・シッドの娘たちもそれぞれナバーラ王とアラゴン王と再婚を果たすのであった。

## 登場人物
エル・シッド一門・味方
- エル・シッド - ブルゴスの北ビバール領主
  - ヒメーナ -  エル・シッドの妻。
  - エルビーラとソル - エル・シッドの二人の娘たち。史実上の娘たちの名とは異なる[2]。
  - バビエカ - エル・シッドが得た名馬。
  - コラーダとティソーン - エル・シッドが得た名剣。
- アベンガルボーン - エル・シッドと友誼あるモーロ人で、モリナ（スペイン語版）の城主[3]。
- アルバル・アルバレス - 家臣。詩中では甥のひとり[4]。
- ガリーン・ガルシーア - 「アラゴーンの勇将」[5]。
- サンチョ僧院長 - ブルゴス近郊のサン・ペドロ・デ・カルデーニャ修道院（スペイン語版）で、エル・シッドの妻と娘たちの身を預かる[6]。
- ディエゴ・テリェス - フェレス・ムニョースに救助されたエルビーラとソル令嬢たちを保護した。アルバル・ファニェスのもと家臣[7]。
- フェレス・ムニョース - 甥のひとり。エルビーラとソルを森で発見[8]。
- ペドロ・ベルムーデス - エル・シッドの甥にして、その軍旗棒持者でもある。寡黙で知られ、作中でも「むっつりペドロ」などと呼ばれる。名剣ティソーンを授かる[9]。
- ヘローニモ司教 - バレンシアの司教に任命。フランスのペリゴール地方出身。僧侶だが戦の時は武器を持って戦う[10]。
- マル・アンダ - 宮廷会議の裁判でエル・シッドを弁護する「法の精通者」[11]。
- マルティーン・アントリーネス - エル・シッド一行とはブルゴスで加わる、重要な家臣。名剣コラーダを授かる[12]。
- マルティーン・ムニョース - モンテマヨール（スペイン語版）の領主。「瑞兆の星の刻に生まれた」と形容される[13]。
- ミナーヤ・アルバル・ファニェス - 筆頭補佐役で「わが右腕」と称される[14]ソリータ（英語版）領主。献上品を持参での王への使節を幾度も果たす[15]。
- ムニョ・グルティオース - 子飼いの家臣。ゴンサーレス三兄弟の長子と決闘[16]。

名門バニゴメス家
- バニゴメス家（スペイン語版）（ベニ・ゴメス家） - 作中ではエル・シッドを苦しめる悪玉の一族。「カリオーンの公子たち」は、この家の出[17]。
  - ディエゴ・ゴンサーレスとフェルナンド・ゴンサーレス - 二人して「カリオーンの公子たち」と称されるレオン王国のカリオーン伯の御曹司たち。エル・シッドの娘たちを娶るが、バレンシアの「ライオンの件」で恥をかかせられたと痛感し、自国領への帰途で彼女らを打擲して森に置き去りにする[18]。
  - アンスール・ゴンサーレス - カリオーン伯爵家の長子。おしゃべりな性格とされる[19]一方で「膂力に優れた剛の者」とも称賛される[20]。
  - ゴンサーロ・アンスーレス - カリオーンの公子兄弟の父親。作中では伯爵[21]。
- ガルシーア・オルドーニェス - アルフォンソ王の側近中の側近で、エル・シッドを讒言する近臣の筆頭株。戦果を挙げたエル・シッドに王が次第に寛恕の姿勢を見せると皮肉で毒づく[22]。かつてカブラの戦い（スペイン語版）で敵味方に分かれ、エル・シッドに捕虜にされ、髭をむしられる侮辱を受けたのが恨みのもと[23]。ラ・リオハ州グラニョーン（英語版）領主であり「グラニョーンの縮れ毛」と呼ばれる[24][注 1]。
- ゴメス・ペラーエス - カリオーンの公子兄弟のまたいとこ[25]。

イスラム教圏の敵
- ラモン・バランゲー（バランゲー・ラモン[注 2]）伯 - バルセロナ伯爵。キリスト教徒であるが、エル・シッドが自分の息がかかるモーロ人地域で跋扈することに怒り、戦を仕掛ける。敗北して捕虜となり、名剣コラーダを失う[26][注 3]。
- タミーン王 - バレンシアの王の架空名[27]。
- ファリス将軍とガルベ将軍 - バレンシア王の命により、アルコセール（英語版）の町を占領するエル・シッドを包囲[28]。
- セビーリャの王（セビーリャの総督） - バレンシア陥落を聞いて3万の軍で奪還をめざすが、エル・シッドに敗退。名馬バビエーカを失う[29][注 4]。
- ユスフ王 - モロッコに君臨する王。史実上のアルモラビデス朝（ムラービト朝）の首長、ユースフ・イブン・ターシュフィーン（英語版）（ユスフ・ベン・テシュフィン）。五万の軍を率いてスペイン上陸[30][注 5]。
- ブカル将軍 - モロッコの軍勢5万を率いる将。バレンシアを奪回しようとして討ち取られる。名剣ティソーンの元の持ち主[31]。

## 序章・時代背景
詩の冒頭（唯一写本の第1葉）は逸失しているが、その内容は、ピダル編本や長南邦訳などでは『二十王年代記』や『第一総合年代記』を元に復元されている。その要約は以下のとおりである：
カスティーリャ国のアルフォンソ王は、自分に朝貢の礼をとっているイスラム教諸王国〔タイファ〕から年貢をとりたてるべく、エル・シッドをセビーリャ王国に派遣。同じ用向きでガルシーア・オルドーニェス伯をグラナダ王国に遣わしていた。
ところがガルシーア・オルドーニェス伯ら一党は、グラナダ王国と結託して、セビーリャに攻め入ったので、エル・シッドはアルフォンソ王の庇護下にあるこの国を守るべく奮戦。侵略軍をカブラで撃破。エル・シッドはガルシーア・オルドーニェス伯爵ら貴族もいっときのあいだ捕虜としたので、王の股肱の臣たる彼らの怨恨を受ける。結果、伯爵らの讒言によってエル・シッドは王の信を失う。
アルフォンソ王は、エル・シッドが使命通り年貢を納めたことに、いったんは「たいへん満足」したのであったが、エル・シッドとは過去のしこりがある王は、讒臣たちを信じるようになった。過去のしがらみとは、エル・シッドはもともとは前王サンチョ2世の重臣であったが、その王の暗殺を機に弟のアルフォンソ6世が登極したことにちなむ。新王に仕える条件としてエル・シッドら旧臣は、謀殺にはなんら関わっていないという宣誓をアルフォンソ王に求めたが、サンタ・ガデーア教会におけるその儀式で、エル・シッドはしつように何度もその宣誓を復唱させ、そのときの屈辱を王は後日も拭い去れなかったという。

### 補注
1. ↑  史実ではブルゴス県のパンコルボ（英語版）伯、またラ・リオハ州のナヘラの総督か伯爵とされる。（イアン・マイケル編訳本、1345行注）アルフォンソ王の軍旗棒持者(アルフェーレス（スペイン語版）)でもあった。
2. ↑  史実上は、順序をあべこべにしただけで同じような名前の双子の兄弟がいて、詩では名前が混同されている。写本では「ラモン・バランゲー」とあるが、該当する人物はラモン・バランゲー2世「兄殺しの」異名を取るバランゲー・ラモン2世の方である（長南 1998, 958行注）
3. ↑  史実上では1090年、テーバルの松林で起こったテーバルの戦い（スペイン語版）で、バランゲー・ラモン2世伯爵とその保護国であるレリダ王国（スペイン語版）軍がエル・シッドと対峙した。バランゲー・ラモン2世がエル・シッドの捕虜になったのはこのときで2回目である。作品はは第二次の追放時代を舞台とするので沈黙されるが、史実上のエル・シッドは、第一次の追放時代の1081-1087年にサラゴーサ王国のアル＝ムタマーン（スペイン語版）に仕えており、そのおりサラゴーサ国王とレリダ国王が兄弟同士で戦争、バランゲー・ラモン2世はこのときも後者を支援して戦い、エル・シッドに敗北を喫した。
4. ↑  写本ではセビーリャの王 (rey)とあるが、長南の邦訳では史実に照らして「総督」に訂正される。復元された「序章」にもある通り、エル・シッドはかつてセビーリャ王国の国王「アルミタミース」すなわちアル＝ムータミド・イブン・アッバード（英語版）に恩を売っている、すなわち1079-1080年に、セビーリャに攻め入るグラナダ国軍やガルシーア・オルドーニェス伯らと一戦交えたことである。だが、1091年には「アルミタミース」の王国は、自ら呼び寄せたモロッコのユスフ王によって併呑されてしまった。よってエル・シッドがバレンシアを獲得した1094年の時点では、セビーリャには国王にとってかわり、ユスフが任命した総督が置かれていた。
5. ↑  史実ではユスフは自らヴァレンシア親征はしていないが、作中ではエル・シッドに撃退される。
6. ↑  そもそも『二十王年代記』にある、エル・シッドの記述は、『エル・シッドの歌』をラテン語に散文訳したものであり、そのことを踏まえてピダル編本では冒頭を復元しており、ピダルに拠るマーウィン英訳本も冒頭のテキスト・英訳を掲載する(Merwin 1959, p. 33)
7. ↑  長南による邦訳では、ピダルとは趣を異にして『第一総合年代記』を元に復元された「序章」を付録している。ただし、エル・シードに関する部分においては、いずれの史料に拠っても大差はないとする。
8. ↑  解説によれば、1080年にガルシーア・オルドーニェス伯（ら）は、エル・シッドがセビーリャ王国からの貢物の一部（大半）を着服したと、王にも公にも流言した(長南 1998, 91行注、95行注、441頁、Merwin 1959, p. xiv)。ただしその讒言のことは『二十王年代記』を元にしたピダル版の冒頭にも、『第一総合年代記』による長南の「序章」にも明言されていない。長南の「序章」（『第一総合年代記』第850章の引用）によれば、王の変心が起きたのは翌1081年の事件に関する讒言によるものであった：アルフォンソ王が遠征中、病気と称して留守を預かったエル・シッドが防衛戦で奮闘し、さらにトレードまで進撃したので、アルフォンソを亡き者にする策略だと大貴族たちが讒言したことである。